# Louis Guillaume
Pour les articles homonymes, voir Guillaume.
Louis Guillaume (1907-1971) est un écrivain et poète français.
Il passe son enfance à Bréhat puis devient enseignant à Paris et passe sa retraite à Biarritz.

## Biographie
Louis Guillaume naît à Paris le 18 décembre 1907. Le 25 décembre 1907 il arrive à Bréhat. Jusqu’en 1914 il vit dans cette île bretonne la plus heureuse partie de son enfance chez sa grand-mère maternelle : le souvenir de cette enfance perdue est la première source de sa poésie.
Jeune instituteur (Créteil) puis professeur de lettres (Charenton) et directeur de collège (Paris), il publie son premier recueil dès 1928 : Sônes d’Armor. D’un premier mariage naît en 1931 son fils Yves. En 1935, il rencontre Marthe qui devint sa compagne et son inspiratrice. Il commence alors son Journal (entièrement inédit : 47 cahiers) qu’il tient régulièrement, sans un jour d’interruption, jusqu’à sa mort.
Il fait la connaissance de Max Jacob avec qui il échangera une longue et importante correspondance. La lecture de L’âme romantique et le rêve par Albert Béguin en 1937, puis celle des livres de Gaston Bachelard à partir de 1940, marquent des dates décisives pour son évolution poétique.
Non violent, le soldat Louis Guillaume est pendant la guerre, infirmier à bord d’un train sanitaire ; cette approche avec la mort lui dicte des pages émouvantes de son journal.

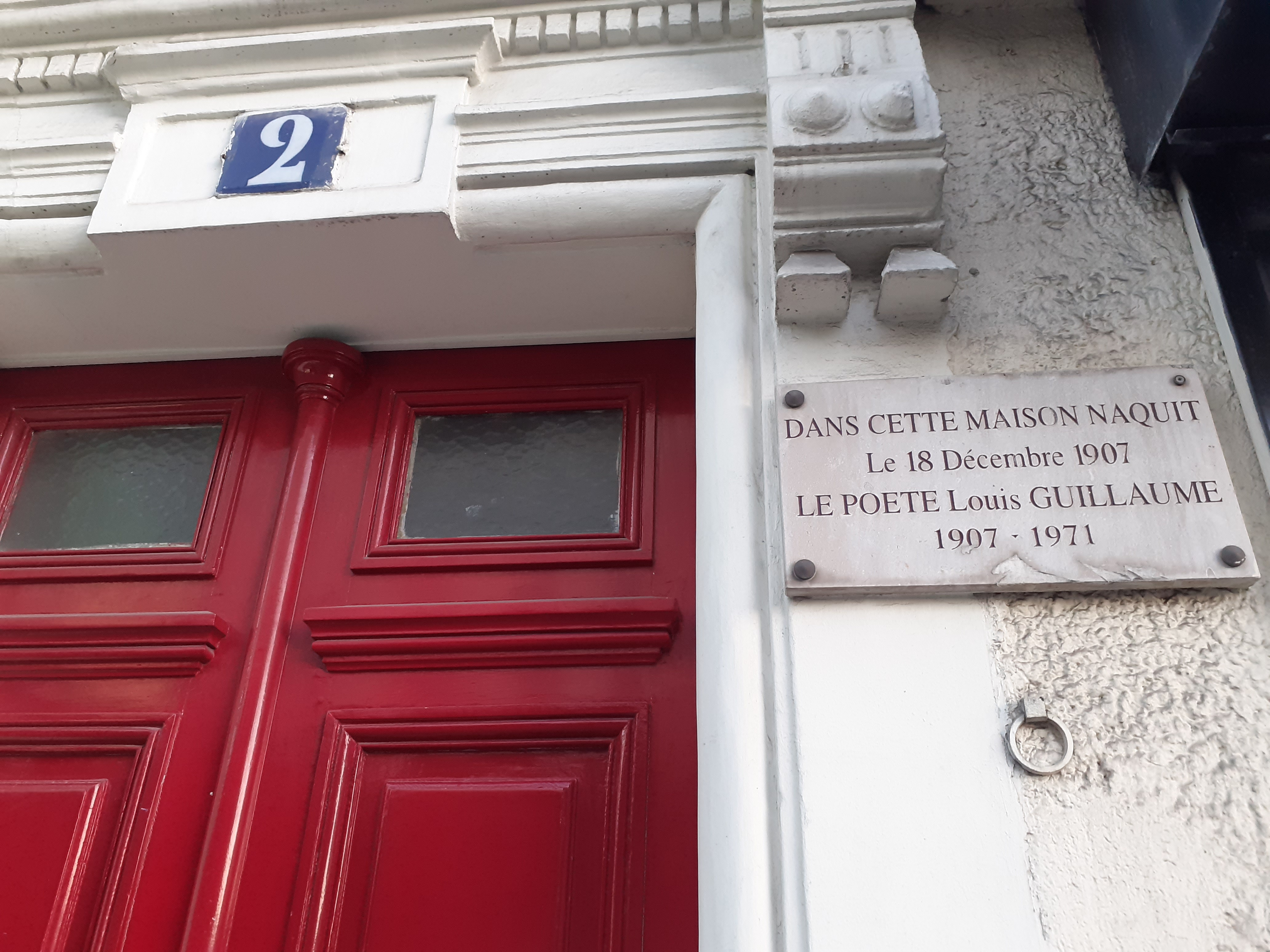
Plaque sur la façade de sa maison natale, rue Charles-Bossut, dans le de Paris.

Il ne publie que très peu pendant l’Occupation. Il poursuit sa carrière d’enseignant. En 1942 il devient professeur de lettres, et en 1948 il est nommé directeur de collège dans le quatrième arrondissement de Paris, dans le Marais, au cloître des Billettes, poste qu’il occupera jusqu’à sa retraite en décembre 1962. Une plaque apposée rue de Moussy rappelle sa mémoire.
Il se retire à Biarritz, se consacrant entièrement à son œuvre qui atteint alors toute son ampleur. Un abondant courrier maintient un contact régulier avec de nombreux amis. Accueillant à tous, et particulièrement aux jeunes, il prodigue sans compter son temps et ses conseils.
Du 1er janvier au 30 juin 1966, il vit l’extraordinaire aventure poétique et spirituelle dont son recueil Agenda constitue le journal. (3e édition 1996).
En 1968, Louis Guillaume rencontre le peintre Marcel Genay de passage à Biarritz. Séduit par l'univers fantastique de ce dernier, il écrit au sujet de ce dernier : « Pour lui comme pour nous, l’œuvre de cet artiste qui se réserve la surprise de la création et nous communique sa délicieuse angoisse cosmique, est une aventure spirituelle. Je n’ai pas encore avancé le mot « poésie », mais est-il nécessaire de le faire ? ».[réf. nécessaire] Marcel Genay illustra d'une gravure les vingt premiers exemplaires de l'œuvre de Louis Guillaume publiée en 1970, La Montagne de sable.
Il disparaît à l’aube du jour de Noël 1971, laissant une œuvre — parue ou à paraître — dont le retentissement ne cesse de croître, comme l’attestent déjà de nombreux colloques, études, expositions, traductions, projections, émissions, etc. Il est inhumé au cimetière de Créteil.
Les archives de Louis Guillaume, composées de manuscrits de ses œuvres et des correspondances sont conservées à la Bibliothèque historique de la ville de Paris, par le don de sa belle-fille, Lazarine Bergeret en 1991.

## Œuvres
- Sônes d'Armor, Éditions Gloria, 1928
- Jour et nuit, Éditions Demain, 1931
- Déroutes, Éditions Demain, 1934
- Sirènes de brume, Éditions Demain, 1936
- Panaït Istrati, Haïdouc des lettres, Éditions Mediterranea, 1936
- Occident, essai, Éditions La Hune, 1936
- Regards simples, Éditions Mediterranea, 1937
- Piliers de l'oubli, Éditions Mediterranea, 1938
- Coffret sous cendres, Éditions Messein, 1938 (Prix "La Proue")
- Les Pistes entravées, Feuillets de l'îlot, 1939
- Écobues, La Tour de feu, 1942
- La Route, Cahiers de Rochefort, 1942
- Souvenirs sur Marcel Lémar et Gaston Chopard, La Pipe en écume, 1942
- Les Animaux sauvages, Willeb, 1945
- Le Rivage désert, roman, Le Pavois, 1946
- Enfant de mon sang, La Tour de feu, 1946
- Pleine absence, Les Lettres, 1947
- Écrit de Babylone, La Presse à bras, 1950
- Noir comme la mer, Les Lettres, 1951 (premier des Prix "Max Jacob")
- Chaumière, Seghers, 1953.
- Ombelles, Cahiers de Rochefort, 1953.
- Étrange forêt, Les Lettres, 1953
- L'Enchanteur, Simoun, 1955
- La Feuille et l'épine, Les Amis de Rochefort, 1956
- Le Rouet de verre, Studia, 1958
- Jean Navarre, documents, Les Cahiers d'art, 1958
- Hans ou les songes vécus, roman, Subervie, 1958
- L'Ancre de lumière, Subervie, 1958
- Présences, (Hors commerce), 1961
- La nuit parle, Subervie, 1961 (Prix Artaud)
- Le Vent pour mors, C.E.L.F. Bruxelles, 1962
- Bonheurs, La Presse à poèmes, 1963
- Plages, L'Oiseau d'écume, 1963
- Chateaubriand, maximes et pensées, André Silvaire, 1963
- Fortune de vent, José Corti, 1964, prix Jean-Marc-Bernard de l’Académie française en 1965
- Robert Prade, poète, La Pipe en écume, 1964
- En ce temps-là, L'Ancre de lumière, 1965
- Le sillage seul..., Barberousse, 1967
- Mon Nil et autres histoires, Rougerie, 1968
- Lux, La Presse à poèmes, 1968
- L'Île de l'enfance, Les Cahiers de l'Iroise, 1968
- La Montagne de sable, Rougerie, 1970
- Agenda, Subervie, 1970
- Vivre, Club du poème, 1971
- La Hache du silence, Rougerie, 1971
- Au jardin de la Licorne, Delachaux et Niestlé, 1973
- En trois coups d'aile, Périples, 1974
- Poèmes choisis, Rougerie, 1977
- Fortune de vent, deuxième édition, José Corti, 1986
- Agenda, deuxième édition, enrichie de notes manuscrites de Louis Guillaume, José Corti, 1988
- Lumière d'écume, Lire-image, Biarritz, 1993
- Agenda, troisième édition, augmentée de préface et postface, L'Arbre à paroles, 1996
- Chaumière, deuxième édition, L'Arbre à paroles, 1999
- Hans ou les songes vécus, roman (deuxième édition) suivi du "Journal de Hans", Phénix éditions, 2003
- Noir comme la mer, deuxième édition, l'Arbre à paroles, 2002
- Résurgences du rêve, Phénix éditions, 2003
- La nuit parle, deuxième édition, L'Amourier, 2007
- Étrange forêt, deuxième édition, La Part commune, 2007

## Source biographique
- « Les Amis de Louis Guillaume », association dont le but est de garder vivant le souvenir du poète, de mieux faire connaître son œuvre en contribuant à son rayonnement et à sa diffusion. Elle décerne, chaque année, le Prix Louis-Guillaume ("Prix du Poème en Prose Louis Guillaume").